# 織田信包
織田信包（日语：／ Oda Nobukane，1543年8月17日—1614年8月22日）是日本戰國時代武將以及江戶時代的武將、大名。丹波柏原藩初代藩主。信包系織田氏初代。父親是織田信秀。織田信長的弟弟。通稱三十郎。曾成為長野工藤氏養子，成為第17代當主。

## 生平
在天文12年（1543年）7月17日出生，家中四男（有異說）。父親信秀是尾張國的戰國大名。永祿11年（1568年）2月，因為兄長信長的命令，成為支配北伊勢的長野工藤家（長野家）的養子，並以伊勢國上野城為居城，不過後來因為信長的命令，解除養子關係，返回織田家。永祿12年（1569年）10月，伊勢大河內城被攻下，北畠家向信長臣服，此時被信長任命為伊勢安濃津城城主。
此後跟隨信長在各地轉戰。在北近江小谷城的淺井長政被攻滅後，保護妹妹兼長政的正室市和他們的女兒茶茶、初、江。天正3年（1575年），參加鎮壓越前一向一揆。天正5年（1577年），參加進攻雜賀黨（紀州征伐）。以織田一族重鎮的身份，受到厚遇。後來被任命輔助信長的長男信忠。以原尾張守護斯波義銀的女兒為長男信重的正室，令織田家和斯波家加深關係。
天正10年（1582年）6月，信長和信忠在本能寺之變中被殺後，跟隨豐臣秀吉，領有伊勢津城15萬石，被稱為「津侍從」。天正11年（1583年），與姪兒織田信孝等人對立，並攻擊柴田勝家和瀧川一益。
天正18年（1590年），在小田原征伐中因為替北條氏政、氏直父子求情，於是觸怒秀吉，在文祿3年（1594年）9月被改易。改易理由是在檢地後，雖然令石高增加，但是沒有增加稅額。改易後，剃髮並自號老犬齋，在京都的慈雲院隱居。
此後被賜予近江國內2萬石，並成為秀吉的御伽眾。慶長3年（1598年）6月，被賜予丹波國冰上郡柏原（現今兵庫縣丹波市柏原）3萬6千石。
慶長5年（1600年），在關原之戰中加入西軍，參與攻擊丹後田邊城等戰事，不過在戰後沒有被德川家康問罪，所領受到保證。此後在大坂城輔助甥孫豐臣秀賴，慶長19年（1614年）7月17日，在大坂冬之陣前於大坂城中吐血死去。享年72歲。有傳言指是被片桐且元毒殺，不過沒有定論。家督由三男信則繼承。

## 關於生母、兄弟長幼
生母不明。不過因為負責照顧父親信秀的正室兼信長的生母土田御前，以及後來又負責保護土田御前的女兒市的3個女兒，因此很可能與信長和市同樣是土田御前的兒子。而且在信長生前，於織田一門中地位亦相當高，亦顯示出信包是信長的同母弟的可能性。
被認為是信秀的四男，不過加上比信包年長的信廣、信長、信勝（信行），以及在弘治元年（1555年）死去時有約15歲的秀孝和比信長年長的信時，則算是六男，實況不明。

## 在織田一門中的立場
在天正9年（1581年）的京都御馬揃中，織田信忠率領80騎，織田信雄率領30騎，接著信包率領10騎（之後織田信孝亦率領10騎）。而且在『信長公記』中，有織田一門名稱相連的情況下，信包一定是在信雄和信孝之間，因此被推測在一門中，是排行第3的地位。

## 登場作品
電影
- 『市之方（日语：お市の方 (1942年の映画)）』（1942年，演員：原聖四郎）
- 『清須會議 (小説)（日语：清須会議 (小説)）』（2013年，演員：伊勢谷友介）

電視劇
- 『佐治與九郎覺書（日语：佐治与九郎覚え書）』（1963年，TBS，演員：永田光男）
- 『江～公主們的戰國～』（2011年，NHK大河劇，演員：小林隆）